# Carlos Acuña
Carlos Acuña (Carlos Ernesto di Loreto; * 4. November 1915 in Buenos Aires; † 19. Februar 1999 ebenda) war ein argentinischer Tangosänger und –komponist.

## Leben und Wirken
Acuña studierte Gesang bei Ricardo Domínguez und bei Eduardo Bonessi, der auch der Gesangslehrer von Carlos Gardel war. 1933 debütierte er neben Ignacio Corsini, Tita Galatro und anderen bei Radio París unter dem Pseudonym Carlos Dillon. Später nahm er den Künstlernamen Carlos Acuña an. Ende der 1930er Jahre hatte er, begleitet von den Gitarristen Humberto Canataro und Roberto Pedretti bei den wichtigsten Radiosendern in Buenos Aires. Daneben trat er bis 1940 mit den Orchestern von Tito Ribero, Mario Rocha und Gerónimo Bongioni auf. Im Jahr 1940 wurde er Mitglied von Ernesto De la Cruz’ Sextett.
1941 wurde er neben Roberto Rufina Sänger des Orchesters von Carlos Di Sarli, mit dem er Tourneen durch Argentinien unternahm, bei Radio El Mundo aufnahm und die Hauptattraktion des Cabaret Marabú war. Beim Label Victor nahm er mit Di Sarli 1941 den Tango Cuando el amor muere (von Alfredo Malerba und Héctor Marcó) auf. 1942 kehrte er zum Sextett von Ernesto de la Cruz zurück und trat bei Radio El Mundo mit der Sängerin Alba Sabino auf. Ende des Jahres wurde er von Rodolfo Biagi engagiert, mit dessen Orchester er bis 1944 zusammenarbeitete. Mit Alberto Amor debütierte er bei Radio Splendid.
Nach 1944 kehrte zu seiner Arbeit als Solist zurück und tourte durch die Clubs Argentiniens. Moderiert wurden seine Shows durch seinen Freund Celedonio Flores. Nach dessen Tod 1947 übernahm diese Aufgabe Ricardo Barcelona. 1955 lernte er Mariano Mores kennen, der ihn für Auftritte am Teatro Nacional mit Tita Merello, Tito Lusiardo und Beba Bidart engagierte und dann mit ihm und dem Sänger Jorge Sobral durch Argentinien, Chile und Uruguay tourte. Insgesamt nahm er mit Mores 15 Titel auf.
Als Mitglied einer musikalischen Botschaft mit Mores und den Sängern Susy Leiva und Sergio Cansino reiste Acuña 1960 nach Mexiko. Dort nahm er für das Label Peerless Record mit einem Orchester unter Leitung von Martín Darré zwölf Stücke Carlos Gardels auf. Im Folgejahr trat er mit Argentino Ledesma, Chola Luna, Antonio Maida und dem Pianisten Miguel Nijensohn in Italien auf. In der Folgezeit lebte er in Madrid. Eine enge Freundschaft verband ihn mit dem im Exil lebenden Ex-Präsidenten General Juan Perón.
In seiner Zeit in Spanien nahm Acuña überwiegend bei Label Zafiro mehr als 100 Titel auf. 1978 kehrte er nach Argentinien zurück, wo er Auftritte im Fernsehen und Radio hatte. 1983–84 nahm er eine Reihe von 48 Stücken auf, begleitet teils von dem Gitarristen Adolfo Carné und teils von Juanjo Domínguez’ Gitarristengruppe. Zuletzt hatte er 1990 nochmals in Spanien Auftritte. Seine letzten Lebensjahre verbrachte er in Buenos Aires. Am populärsten wurde sein Tango Un boliche.

## Kompositionen
- Un boliche, (Text von Tito Cabano)
- Al poeta del suburbio, Celedonio Flores gewidmet, (mit José Paradiso)
- Che Madrid (mit Cátulo Castillo)
- Ramona Barcelona (mit Cátulo Castillo)
- Viví el momento (mit Héctor Polito und Alberto Lago)
- Para ti Isabel (mit Héctor Polito and Alberto Lago)
- Amor y milonga (mit José Rizzo)
- Dios lo quiso  (mit Ricardo Martínez und Alberto Lago)
- El nombre de usted es Ninón (mit Oneca)
- Tiempo del Abasto (mit Ricardo Martínez und Ángel Di Rosa)